# Antoni Wilhelm Radziwiłł
Antoni Wilhelm Radziwiłł, (in polacco Antoni Wilhelm Radziwiłł e in lituano: Antanas Vilhelmas Radvila) (Teplice, 31 luglio 1833 – Berlino, 16 dicembre 1904), è stato un generale polacco.

## Biografia
Era il figlio del generale Wilhelm Radziwiłł, e della sua seconda moglie, Mathilde von Clary und Aldringen. 

## Carriera
Dal 1852 entrò a far parte dell'esercito prussiano entrando nello stesso anno nel reggimento d'artiglieria. Frequentò l'Accademia militare a Berlino (1858-1861). 
Nel 1856, il principe accompagnò il principe di Guglielmo e il principe Federico Guglielmo di Prussia all'incoronazione dell'imperatore Alessandro II di Russia a Mosca. Con il grado di capitano prestò servizio nello stato maggiore dell'esercito prussiano durante la guerra con l'Austria nel 1866. Il 20 settembre 1866, giorno dell'entrata delle truppe vittoriose a Berlino, fu assegnato al re Guglielmo I come aiutante di campo. Da allora Radziwiłł divenne un membro della cerchia personale del sovrano fino alla morte del re e successivamente dell'imperatore. Ha goduto della fiducia di Guglielmo I e lo ha accompagnato ad eventi importanti. Annunciato nella battaglia di Sedan, il 2 settembre 1870, il cessate il fuoco e ha partecipato alla proclamazione imperiale a Versailles. Guglielmo I inviò Radziwiłł più volte in viaggi diplomatici, come nel 1882 a Costantinopoli. Nel 1885 lo nominò suo aiutante generale.
La sua residenza a Berlino, Palais Wrangel, era un luogo dove si incontravano intellettuali e politici polacchi del Partito di Centro, che portò alla sfiducia di Otto von Bismarck nel Kulturkampf, specialmente da quando il cugino Ferdinand Radziwiłł era il capo della fazione polacca nel Reichstag. Radziwiłł, che nelle province prussiane della Slesia e di Poznań, così come in Russia, aveva molti beni, era membro ereditario della Camera dei signori prussiana (1871-1888). Radziwiłł fu promotore del Zoologischer Garten Berlin. 
Dopo la sua ascesa al trono nel 1888 di Federico III, Radziwiłł, fu promosso a generale di fanteria. Dopo la morte di Federico III, Radziwiłł chiese al suo successore Guglielmo II di ritirarsi.
Nel 1889 fu nominato generale d'artiglieria. Guglielmo II, lo usò per le missioni diplomatiche.

## Matrimonio
Sposò, il 3 ottobre 1857 a Sagan, Marie Dorothee de Castellane (19 febbraio 1840-10 luglio 1915), figlia di Henry de Castellane. Ebbero quattro figli:
- Jerzy Fryderyk Radziwiłł (11 gennaio 1860-21 gennaio 1914);
- Elżbieta Matylda Radziwiłł (1 novembre 1861-13 maggio 1950), sposò Roman Potocki, ebbero due figli;
- Helena Augusta Radziwiłł (14 febbraio 1874-12 dicembre 1958), sposò Józef Potocki, ebbero due figli;
- Stanisław Wilhelm Radziwiłł (6 febbraio 1880-28 aprile 1920).

## Morte
Radziwiłł morì il 16 dicembre 1904. Il funerale si tenne nella Cattedrale di Sant'Edvige, alla presenza dell'imperatore Guglielmo II.

## Ascendenza
|                                               |                                           |                                                        | Genitori                                                      |  |  | Nonni |  |  | Bisnonni                     |  |  | Trisnonni                   |  |
|                                               |                                           |                                                        |                                                               |  |  |       |  |  | 8. Michał Hieronim Radziwiłł |  |  | 16. Marcin Mikołaj Radzwiłł |  |
|                                               |                                           |                                                        |                                                               |  |  |       |  |  | 8. Michał Hieronim Radziwiłł |  |  | 16. Marcin Mikołaj Radzwiłł |  |
|                                               |                                           | 17. Martha Maria Trembitska                            |                                                               |  |  |       |  |  | 8. Michał Hieronim Radziwiłł |  |  |                             |  |
| 4. Antoni Radziwiłł                           |                                           |                                                        |                                                               |  |  |       |  |  | 8. Michał Hieronim Radziwiłł |  |  |                             |  |
|                                               |                                           | 9. Helena Przeździecka                                 | 18. Antoni Tadeusz Przezdziecki                               |  |  |       |  |  |                              |  |  |                             |  |
|                                               |                                           | 9. Helena Przeździecka                                 | 18. Antoni Tadeusz Przezdziecki                               |  |  |       |  |  |                              |  |  |                             |  |
|                                               |                                           | 9. Helena Przeździecka                                 | 19. Katarzyna Ogińska                                         |  |  |       |  |  |                              |  |  |                             |  |
| 2. Wilhelm Radziwiłł                          |                                           | 9. Helena Przeździecka                                 |                                                               |  |  |       |  |  |                              |  |  |                             |  |
|                                               |                                           | 10. Augusto Ferdinando di Prussia                      | 20. Federico Guglielmo I di Prussia                           |  |  |       |  |  |                              |  |  |                             |  |
|                                               |                                           | 10. Augusto Ferdinando di Prussia                      | 20. Federico Guglielmo I di Prussia                           |  |  |       |  |  |                              |  |  |                             |  |
|                                               |                                           | 10. Augusto Ferdinando di Prussia                      | 21. Sofia Dorotea di Hannover                                 |  |  |       |  |  |                              |  |  |                             |  |
| 5. Luisa di Prussia                           |                                           | 10. Augusto Ferdinando di Prussia                      |                                                               |  |  |       |  |  |                              |  |  |                             |  |
|                                               |                                           | 11. Anna Elisabetta Luisa di Brandeburgo-Schwedt       | 22. Federico Guglielmo di Brandeburgo-Schwedt                 |  |  |       |  |  |                              |  |  |                             |  |
|                                               |                                           | 11. Anna Elisabetta Luisa di Brandeburgo-Schwedt       | 22. Federico Guglielmo di Brandeburgo-Schwedt                 |  |  |       |  |  |                              |  |  |                             |  |
|                                               |                                           | 11. Anna Elisabetta Luisa di Brandeburgo-Schwedt       | 23. Sofia Dorotea di Prussia                                  |  |  |       |  |  |                              |  |  |                             |  |
| 1. Antoni Wilhelm Radziwiłł                   |                                           | 11. Anna Elisabetta Luisa di Brandeburgo-Schwedt       |                                                               |  |  |       |  |  |                              |  |  |                             |  |
|                                               | 12. Johan Nepomuk von Clary und Aldringen | 24. Franz Wenzel von Clary und Aldringen               |                                                               |  |  |       |  |  |                              |  |  |                             |  |
|                                               | 12. Johan Nepomuk von Clary und Aldringen | 24. Franz Wenzel von Clary und Aldringen               |                                                               |  |  |       |  |  |                              |  |  |                             |  |
|                                               | 12. Johan Nepomuk von Clary und Aldringen | 25. Maria Franziska Josepha von Hohenzollern-Hechingen |                                                               |  |  |       |  |  |                              |  |  |                             |  |
| 6. Carl Joseph von Clary und Aldringen        | 12. Johan Nepomuk von Clary und Aldringen |                                                        |                                                               |  |  |       |  |  |                              |  |  |                             |  |
|                                               |                                           | 13. Marie Christine Leopoldine de Ligne                | 26. Charles Joseph de Ligne                                   |  |  |       |  |  |                              |  |  |                             |  |
|                                               |                                           | 13. Marie Christine Leopoldine de Ligne                | 26. Charles Joseph de Ligne                                   |  |  |       |  |  |                              |  |  |                             |  |
|                                               |                                           | 13. Marie Christine Leopoldine de Ligne                | 27. Franziska Xaveria Maria von Liechtenstein                 |  |  |       |  |  |                              |  |  |                             |  |
| 3. Mathilde Christina von Clary und Aldringen |                                           | 13. Marie Christine Leopoldine de Ligne                |                                                               |  |  |       |  |  |                              |  |  |                             |  |
|                                               |                                           | 14. Johann Nepomuk Rudolph Chotek von Chotkow          | 28. Johann Karl Chotek von Chotkow                            |  |  |       |  |  |                              |  |  |                             |  |
|                                               |                                           | 14. Johann Nepomuk Rudolph Chotek von Chotkow          | 28. Johann Karl Chotek von Chotkow                            |  |  |       |  |  |                              |  |  |                             |  |
|                                               |                                           | 14. Johann Nepomuk Rudolph Chotek von Chotkow          | 29. Anna Maria Theresia von Kottulinsky von Kottulin          |  |  |       |  |  |                              |  |  |                             |  |
| 7. Marie Aloisie Chotek von Chotkow           |                                           | 14. Johann Nepomuk Rudolph Chotek von Chotkow          |                                                               |  |  |       |  |  |                              |  |  |                             |  |
|                                               |                                           | 15. Maria Sidonia von Clary und Aldringen              | 30. Franz Wenzel von Clary und Aldringen (= 24)               |  |  |       |  |  |                              |  |  |                             |  |
|                                               |                                           | 15. Maria Sidonia von Clary und Aldringen              | 30. Franz Wenzel von Clary und Aldringen (= 24)               |  |  |       |  |  |                              |  |  |                             |  |
|                                               |                                           | 15. Maria Sidonia von Clary und Aldringen              | 31. Maria Franziska Josepha von Hohenzollern-Hechingen (= 25) |  |  |       |  |  |                              |  |  |                             |  |
|                                               |                                           | 15. Maria Sidonia von Clary und Aldringen              |                                                               |  |  |       |  |  |                              |  |  |                             |  |